# Heinrich Wimmer (Organist)
Heinrich Wimmer (* 23. Juni 1964 in Altötting) ist ein deutscher Organist.

## Leben
Wimmer wirkte ab seinem 14. Lebensjahr als Organist an verschiedenen Kirchen seiner Heimatstadt Altötting. An der Fachakademie für katholische Kirchenmusik und Musikerziehung in Regensburg studierte er u. a. beim damaligen Passauer Domorganisten Walther R. Schuster, bei Karl Norbert Schmid, bei Hermann Schroeder und bei Oskar Sigmund. Weiterführende Studien im Hauptfach Orgel betrieb er bei Klemens Schnorr an der Staatlichen Hochschule für Musik in München, die er 1989 mit der Künstlerischen Reifeprüfung, dem Konzertdiplom und 1991 mit dem Meisterklassendiplom abschloss.
Seit 1985 ist er Organist an der Stadtpfarrkirche St. Jakob in Burghausen, wo er den Bau der von ihm disponierten dreimanualigen Rieger-Orgel mit 50 Registern initiierte. 1986 rief er in Burghausen eine internationale Orgelkonzertreihe ins Leben. Bei zahlreichen Konzerten in mehreren Ländern Europas, im Nahen und Fernen Osten spielte er u. a. das gesamte Orgelwerk von Johann Sebastian Bach, Wolfgang Amadeus Mozart, Felix Mendelssohn Bartholdy und Max Reger. Sein Interesse gilt zudem der Orgelmusik von Dietrich Buxtehude, Georg Muffat, Nicolaus Bruhns, der französischen Klassik sowie der deutschen und französischen Romantik (Julius Reubke, Josef Gabriel Rheinberger, César Franck, Alexandre Guilmant, Louis Vierne und Marcel Dupré).
Etwa 150 Orgelkompositionen von zeitgenössischen Komponisten (z. B. Harald Genzmer, Augustinus Franz Kropfreiter, Hans-Ludwig Schilling, Hermann Schroeder und insbesondere Oskar Sigmund) hat Wimmer bei internationalen Festivals ur- oder erstaufgeführt. Neben zahlreichen Rundfunkaufnahmen spielte er 25 CDs ein. Daneben hat er als Herausgeber und Autor wissenschaftliche Beiträge zu Orgelmusik und biographische Studien zu Komponisten verfasst.